# 伊藤修令

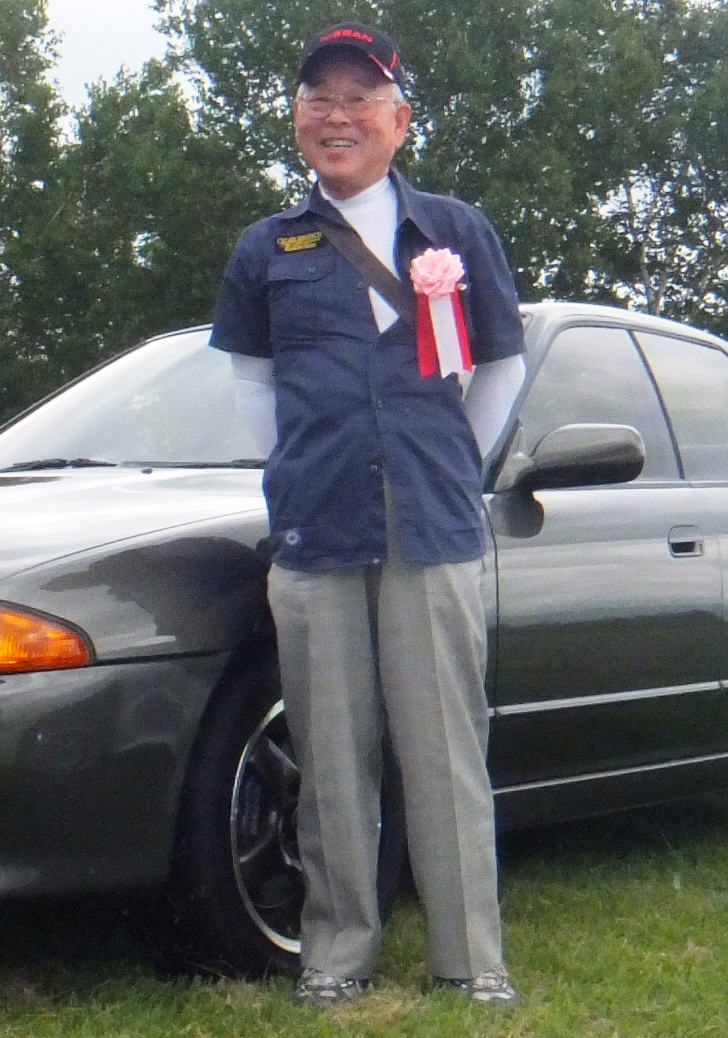
伊藤修令

伊藤 修令（、1937年3月7日 - ）は、日本の技術者。広島県竹原市出身。

## 来歴・人物
1959年、広島大学工学部機械工学科卒業。同年4月、プリンス自動車の前身の富士精密工業に入社。
主にスカイライン（ALSID II型 - S50型系）のシャーシ設計を担当。日産自動車との合併後も、スカイライン、ローレル、レパード（F30型、F31型）の開発に参画。1982年1月からはプレーリー（主管）、マーチK10型（主管）などの開発を担当。
1984年には、初代からスカイラインの開発に携わり、2代目から同車の開発主管を一貫して務めていた桜井眞一郎が病に倒れて入院したことにより、旧・プリンス時代からの桜井の後輩で一番弟子であり、共に車両開発に携わっていた伊藤が、急遽、他車種の開発主管から異動してスカイラインの開発主管を引き継ぐことになった。
しかし、伊藤が引き継いだ時点で、次期型として開発中であった7代目（R31型・7th（セブンス）、以下「R31」）は前任の桜井の下での車両開発がほぼ終盤を迎えていた状態であり、伊藤が実際にR31の開発主管として携わった仕事は、運輸省（当時。現・国土交通省）に認証登録の申請をしただけであったという。
1985年8月、スカイラインはR31にフルモデルチェンジされて発売されたが、歴代のユーザーやファン、自動車評論家などの各界から不評を買う結果となってしまう。前述のとおり、R31は前任の開発主管であった桜井の下で開発されており、伊藤は開発に直接携っていないにもかかわらず、R31発表時の開発主管として、各界からR31に対する不評を聞くことになってしまった。その悔しさを挽回すべく、次期型となる8代目（R32型）の開発主管も伊藤が引き続き担当し、車両開発の初期段階から直接携わった。
1989年5月、スカイラインは8代目（R32型）にフルモデルチェンジされて発売された。一般価格帯のGTSグレードをはじめとするスカイライン全般のスポーツイメージを高め、新車発表から3ヵ月後の8月に追加発売されたGT-Rを16年ぶりに復活させて好評を得た後、オーテックジャパンに出向して常務取締役、ニッサン・モータースポーツ・インターナショナルのテクニカルアドバイザーを歴任。
2013年、長野県岡谷市の自動車博物館「プリンス&スカイラインミュウジアム」の名誉館長（顧問は渡邉衡三）に就任。
2020年、日本自動車殿堂入り。

## 関連事項
- HICAS（ハイキャス）
- 田中次郎 - 1959年4月に伊藤が富士精密工業に入社して以来、富士精密～プリンス自動車工業時代に最も影響を受けた人物として、田中と桜井眞一郎の名を挙げている。[8]